# Paradox Interactive
Paradox Interactive — шведская компания, расположенная в Стокгольме, занимающаяся разработкой компьютерных игр, преимущественно глобальных исторических стратегий. Впоследствии также стала издавать игры (Knights of Honor, Galactic Civilizations II: Dread Lords, Rush for Berlin, Hearts of Iron).
Ведущим геймдизайнером и программистом компании является Юхан Андерссон (швед. Johan Andersson).
Изначально входила в состав компании Paradox Entertainment.
С 26 октября 2015 года владеет издательством книг и ролевых игр White Wolf Publishing.

## Особенности игр
Большая часть игр Paradox Interactive — глобальные стратегии, действие которых происходит в режиме реального времени. Проекты этого издательства предполагают открытый игровой движок и выполнены в жанре «песочница» без заданного сценария победы. Особое внимание разработчики Paradox Interactive уделяют истории человечества, демонстрируя разумную приверженность фактической точности.
Темы стратегий отличаются, но неизменным остается управление экономикой, торговлей, геополитикой, дипломатией и технологическим развитием. Что касается военных действий, то детализация морских и сухопутных сражений отсутствует, итог боя в играх обычно рассчитывается автоматически.
Среди важных отличий игр Paradox Interactive — это широкие возможности для создания модификаций. Издатели идут навстречу игрокам, предлагая инструкции по разработке модификаций и всячески поощряя их активность. Сами разработчики также совершенствуют свои игры, постоянно выпуская различные патчи и DLC. Это позволяет им своевременно устранять баги, добавлять новый контент и корректировать найденные исторические ляпы.

## Финансовые показатели
По итогам 2018 года выручка составила $120,9 млн (рост на 39 %), а операционная прибыль — $48,8 млн (рост на 34 %).

## Студии Paradox Interactive
К июлю 2020 года Paradox Interactive насчитывает девять внутренних студий:
- Paradox Development Studio, преобразована из Target Games в 1999 году.
- Paradox Arctic, основана в январе 2014 года.
- Paradox Mobile, основана в мае 2017 года.
- Triumph Studios, приобретена в июне 2017 года.
- Harebrained Schemes, приобретена в июне 2018 года.
- Paradox Tectonic, основана в марте 2019 года (упразднена с 2024 года).
- Paradox Tinto, основана в 2020 году.
- Playrion Game Studio, приобретена в июле 2020 года.
- Iceflake Studios, приобретена в июле 2020 года.

## Проекты
«Europa Universalis»
- 2000 — Europa Universalis
- 2001 — Europa Universalis II
- 2007 — Europa Universalis III
- 2008 — Europa Universalis: Rome
- 2009 — For the Glory
- 2013 — Europa Universalis IV
- 2025 — Europa Universalis V (в разработке)

«Hearts of Iron»
- 2002 — Hearts of Iron
- 2005 — Hearts of Iron II
- 2009 — Hearts of Iron III
- 2011 — Darkest Hour: A Hearts of Iron Game
- 2016 — Hearts of Iron IV

«Victoria»
- 2003 — Victoria: An Empire Under the Sun
- 2010 — Victoria II
- 2022 — Victoria III

«Crusader Kings»
- 2004 — Crusader Kings
- 2012 — Crusader Kings II
- 2020 — Crusader Kings III

«Penumbra»
- 2008 — Penumbra: Black Plague
- 2008 — Penumbra: Requiem

«Magicka»
- 2011 — Magicka
- 2013 — Magicka: Wizards of the Square Tablet
- 2015 — Magicka: Wizard Wars
- 2015 — Magicka 2

«Cities: Skylines»
- 2015 — Cities: Skylines
- 2023 — Cities: Skylines II

«Age of Wonders»
- 2019 — Age of Wonders: Planetfall
- 2023 — Age of Wonders 4

### Другие игры
- 2003 — Chariots of War
- 2003 — Crown of the North
- 2004 — Two Thrones
- 2005 — Дипломатия
- 2008 — Mount & Blade
- 2009 — Majesty 2: The Fantasy Kingdom Sim
- 2010 — Lead and Gold: Gangs of the Wild West
- 2011 — Cities in Motion
- 2011 — Sengoku
- 2012 — Sword of the Stars II
- 2013 — Cities in Motion 2
- 2013 — March of the Eagles
- 2013 — The Showdown Effect
- 2015 — Pillars of Eternity
- 2016 — Stellaris
- 2016 — Tyranny
- 2018 — Surviving Mars
- 2019 — Imperator: Rome
- 2019 — Surviving the Aftermath
- 2020 — Empire of Sin
- 2023 — Surviving the Abyss (в раннем доступе)
- 2024 — Prison Architect 2
- 2024 — Millennia
- 2024 — Foundry (в раннем доступе)
- 2025 — Vampire: The Masquerade – Bloodlines 2 (в разработке)

## Отменённые проекты
«Europa Universalis»
- Magna Mundi

«Hearts of Iron»
- East vs. West: A Hearts of Iron Game

Другие
- Runemaster
- Hollowpoint
- Star Trek: Infinite[англ.] (на движке Stellaris)
- Life by You